# فرانسيس بوفورت
فرانسيس بوفورت (بالإنجليزية: Francis Beaufort)‏ (و. 1774 – 1857 م) هو مستكشف، وفيزيائي، وعالم من المملكة المتحدة . ولد في نافان .
وكان عضواً في الجمعية الملكية، والجمعية الجغرافية الملكية .ويحمل رتبة عسكرية عقيد بحري .

## الخدمة العسكرية
خدم في البحرية الملكية البريطانية.

## جوائز
حصل على جوائز منها:
- نيشان الحمام من رتبة فارس
- زمالة الجمعية الملكية.

## روابط خارجية
- فرانسيس بوفورت على موقع الموسوعة البريطانية (الإنجليزية)